# Hervormde kerk (Hedel)
De Hervormde kerk is een protestants kerkgebouw te Hedel, gelegen aan Kerkstraat 15.

## Geschiedenis
Oorspronkelijk stond op deze plaats de katholieke Sint-Willibrorduskerk. Een kerk op deze plaats werd voor het eerst vermeld in 1292. Bisschop Franciscus Sonnius heeft in 1568 nog in deze kerk gepreekt. De pastoor echter, toonde sympathie voor de denkbeelden van de Reformatie. Waarschijnlijk reeds in 1571 ging de kerk over op de Reformatorische religie.
Omstreeks 1640 werd op de fundamenten van het koor en transept van deze kerk de huidige, T-vormige kerk opgericht. De kerk heeft een driezijdig gesloten koor en is voorzien van steunberen. Op de voormalige viering is een achtzijdig open houten torentje met hoge ingesnoerde naaldspits.
In 1836 werd de toegangspoort in de zuidgevel aangebracht en werden ook de huidige venstertraceringen aangebracht.
In 1944 werd de kerk zwaar beschadigd door oorlogsgeweld. Totdat de kerk in 1948 weer in gebruik werd genomen, moesten de Hervormden hun toevlucht nemen tot een noodkerk.

## Interieur
Het interieur van de kerk wordt gedekt door tongewelven met trekbalken. Tot het kerkmeubilair behoort een preekstoel die dateert uit de tijd van de bouw (1640). Een kist, waarin de rouwmantels werden opgeborgen, dateert van 1742. Er is een bord waarop alle predikanten vanaf 1612 zijn vermeld: De eerste predikant, Nicolaes Bakkerus, heeft tot zijn 104e (!) levensjaar de diensten geleid. Andere voorwerpen, zoals drie borden uit 1646 (Tien Gebodenbord, Geloofsbelijdenis, Onze Vader) en de kerkenraadsbanken, zijn in 1944 verloren gegaan.
In de kerk zijn ook de grafzerken te vinden van enkele heren van Hedel (1499, 1502) van het geslacht Van den Berg.